# Carsten Linnemann
Carsten Linnemann es un economista y político alemán de la CDU. Es miembro del Bundestag desde 2009 y jefe de la asociación de empresarios de la CDU.
Estudió economía en la Universidad Técnica de Chemnitz, donde se doctoró de esta materia en 2006. Trabajó durante un año como economista en el Deutsche Bank Research de Frankfurt. Durante este tiempo fue, entre otras cosas, asistente del entonces economista jefe del Deutsche Bank, Norbert Walter. En 2007, se trasladó al Deutsche Industriebank (IKB) de Düsseldorf. En 2009, se convirtió en miembro del Bundestag, donde ha participado en áreas de economía y pequeña y mediana empresa.
Tras los malos resultados de su partido en las elecciones federales de 2021, fue uno de los candidatos no oficiales para cubrir el puesto de Armin Laschet, en la cúpula de la CDU.